# 矢口蒼依
矢口 蒼依（やぐち あおい、1996年6月27日 - ）は、日本の元子役女優である。オフィス・リンクスに所属していた。東京都出身。
身長153cm
趣味はバレーボール。
バレーボール部に所属していた。

## 主な出演作

### テレビ番組
- 嗚呼!バラ色の珍生!!～松野屋物語～　　松野屋次女役（2000年、日本テレビ）
- 美の巨人たち～岸田劉生、麗子微笑～　　麗子役（2000年、テレビ東京）
- テレビアニメ放送開始15周年記念ドラマちびまる子ちゃん（実写版）冬田さん役（2006年、フジテレビ）

### 映画
- 花田少年史 中松蒼依役（2006年8月公開、松竹）
- OH!ノーパンツ・ガールズ 町田しず役（2006年、ネオプレックス）

- アイランドタイムス 美咲役（2006年、めざましムービー）
- さくらん みやこ役  (2007年公開、アスミックエース)

### CM
- 久月